# Preseljenje Poljaka iz Bosne i Hercegovine u Poljsku 1946.
Preseljenje Poljaka iz Bosne i Hercegovine u Poljsku 1946. je bila mjera preseljenja stanovništva koju je poduzela Titova Jugoslavija. 
Bio je to prvi slučaj organiziranoga kolektivnog preseljavanja jedne nacionalne manjine u Bosni i Hercegovini i u ondašnjoj Jugoslaviji, a zbio se je neposredno nakon završetka Drugoga svjetskog rata.
Preseljeni su poljski katolici iz župe Gumjere i drugih šest župa s područja prnjavorskog dekanata u Banjolučkoj biskupiji. Poljaci nisu imali izbora, nego su morali preseliti.
Smjestili su se u župama legničke biskupije, uglavnom na području novogrođeckog dekanata u okrugu Boleslawcu – poglavito u tamošnjoj župi Oćicama.